# 南部茶
南部茶（なんぶちゃ）は、山梨県南巨摩郡南部町で栽培されている日本茶（緑茶）である。

## 歴史
山梨県南部にあたる南部地域は県内では温暖な気候であり、また降水量も多いため、茶の栽培に適している。茶は薬用植物として中国大陸から伝来し、中世には仏教の喫茶風習と関係して栽培が普及するが、甲斐国においては甲州市の向嶽寺や身延町の南松院に茶畑を記した文書が見られ、考古学的にも茶壺や天目茶碗が出土していることから、この頃には栽培が広まっていたと考えられている。南部茶は戦国期に河内領主穴山氏の文書に贈答用として用いられていたことが記されており、少なくとも室町時代には既に茶の栽培が行なわれていたことが窺える。
第二次世界大戦前は主に自家用がほとんどで流通されることは非常にまれであったが、1936年（昭和11年）に刊行された『南巨摩郡誌』によると、明治時代にわずかながら富士川舟運を利用した茶の出荷も行なわれており、1892年（明治25年）に二百貫（約750kg）の出荷があったことが記されている。また、1913年（大正2年）には富士身延鉄道線（現在のJR身延線）が続伸された場合を想定し、栄村（現在の同町富士川東岸一帯）が独自に予測を立てたものによると販売見込数量は二千貫（約7.5トン）としており、既に販売を目的とした予測を立てている。
第二次世界大戦後の1954年（昭和29年）に栄村寄畑在住の個人が静岡県庵原郡小島村宍原（現在の静岡市清水区宍原）から登録されたばかりのやぶきたの品種を購入し、翌年周辺の山畑と山林を切り開き茶畑を造成し、本格的な販売用茶栽培を開始した。1959年（昭和34年）に農林省（現在の農林水産省）茶業試験場長を招いた調査の結果、茶栽培に適していたことから農協や行政が支援を開始、苗木の斡旋などを行ない事業の拡大を行なった。1964年（昭和39年）には南部町茶業組合が結成され、桑畑や水田から茶園への転換や製茶工場、試験場の建設など町を挙げての茶業拡大が行なわれている。南部茶の出荷量は約270トン（2011年現在）であり、山梨県最大規模となっている。

## 特徴
日本茶の主流であるやぶきた種を使用していることや、気象環境が静岡市北部とほぼ同一であることから、品種・品質は静岡茶と大差ない。但し煎茶の工程は異なり、静岡茶は深蒸しが多い一方で、南部茶は普通蒸しが多い。そのため静岡茶と比べやや薄い感じがする。

## 管理・販売
南部茶は主に南部町茶業組合から事業を引き継いだふじかわ農業協同組合（JAふじかわ）が2019年1月まで、2019年2月より合併で誕生した山梨みらい農業協同組合（JA山梨みらい）が管理しており、「甲斐のみどり」ブランドとして販売している。JAふじかわでは茶葉真空パック詰のほか茶葉缶入りおよびペットボトル入りの清涼飲料として提供されている。ペットボトルは町内の催事で提供されるほか、道の駅とみざわでも販売を行っている。また、ごく稀であるがネットショッピングでも出回ることがある。
JA以外では笛吹市の桔梗屋が「風林火山」ブランドのペットボトル入り飲料を販売しているほか、南部町内では万沢のまるわ茶園が「甲州信玄」ブランドとして販売を行っている。2018年7月21日に開駅した道の駅なんぶでは新ブランド「よろこび茶」を立ち上げ、売店では茶葉やペットボトル、饅頭、きんつば、クッキー、ロールケーキなどを販売しているほか、食堂では茶そばや抹茶ソフトクリームなどを提供している。